# 악마와 신
《악마와 신》(프랑스어: Le Diable et le Bon Dieu)은 장폴 사르트르의 1951년 희곡이다. 16세기의 독일 농민전쟁시대를 배경으로 인간과 신의 대립을 그렸다.
귀족과 농민 사이에 태어난 사생아 게트는 신을 배반하고 인간의 자유를 획득하기 위해 ‘악’을 선택, 우익 무정부주의자가 되어 살육(殺戮)을 거듭한다. 그러나 파계승 하인리히가 지상에 있어서 ‘선’은 불가능이라 하여 이번에는 ‘선’을 선택, 농민에게 토지를 주고 공상적 이상향(理想鄕)인 ‘태양의 마을’을 만들었으나 농민폭동의 여파를 받아 이상향은 파괴되고 무저항주의의 마을사람은 학살을 당한다. 무정부주의적인 악(惡)의 행위가 결국 어떤 사회체제를 파괴하지 못하는 것도 알며 또한 이상주의적인 선이 어떠한 것도 구제할 수 없다는 것을 깨달은 게트는 농민전쟁의 지도자로서 살아보려는 결의를 한다.
이 작품에는 공소(空疎)한 모랄을 버리고 ‘역사’에 대한 인식을 새로이 하는 전환기에 있는 사르트르의 사상을 여실히 보여주고 있다.